# 2000 DU97
2000 DU97 är en asteroid i huvudbältet som upptäcktes den 29 februari 2000 av LINEAR i Socorro County, New Mexico.
Asteroiden har en diameter på ungefär 11 kilometer, den tillhör asteroidgruppen Ursula.